# Charles Brinley
Charles Brinley (15 de novembro de 1880 - 17 de fevereiro de 1946) foi um ator de cinema estadunidense, que começou a atuar na era do cinema mudo, alcançando a sonora. Atuou em 161 filmes entre 1913 e 1939, na grande maioria em papéis secundários.

## Biografia
Brinley nasceu em Yuma, Arizona. Seu primeiro filme foi o curta-metragem At Shiloh, em 1913, pela Bison Motion Pictures. Em 1914, atuou no seriado The Trey o' Hearts, pela Universal Pictures, ao lado de Cleo Madison e George Larkin. Atuou em seguida em vários seriados, tais como Liberty (1916), The Red Ace (1917), Patria (1917), entre outros. Ao lado de Marie Walcamp e Robert Anderson, atuou na série de curta-metragens western Tempest Cody, pela Universal. Entre seus filmes destacam-se The Sheik (1921), pela Paramount Pictures, o seriado The Mystery Box (1925) e The Man Who Laughs (1928), pela Universal Pictures. Seu maior destaque talvez tenha sido a interpretação de Daniel Boone no seriado In the Days of Daniel Boone, em 1923.
A grande maioria de seus filmes era de Westerns e, nos anos 1930, passou a atuar em pequenos papéis não-creditados. Atuou em pequenos papéis secundários não-creditados em filmes importantes, tais como Mr. Deeds Goes to Town (1936) e You Can't Take It with You (1938). Seu último filme foi Heritage of the Desert, em 1939, num pequeno papel não-creditado.
Brinley morreu em Los Angeles, Califórnia, aos 65 anos, em 1946.

## Filmografia
| Ano  | Título                                   | Papel           | Notas                   |
| ---- | ---------------------------------------- | --------------- | ----------------------- |
| 1913 | At Shiloh                                | General Sherman | Curta-metragem.         |
| 1914 | The Trey o' Hearts                       |                 | Seriado                 |
| 1916 | Liberty                                  | Alvarez         | Seriado                 |
| 1917 | The Red Ace                              | Steele Heffern  | Seriado                 |
| 1917 | Patria                                   |                 | Seriado                 |
| 1918 | The Lion's Claws                         |                 | Seriado                 |
| 1919 | The Lone Hand                            |                 | Curta-metragem          |
| 1919 | The Double Hold-Up                       |                 |                         |
| 1920 | 'If Only' Jim                            | Parkey          |                         |
| 1921 | The Sheik                                | Mustapha Ali    |                         |
| 1923 | In the Days of Daniel Boone              | Daniel Boone    | Seriado                 |
| 1924 | Riders of the Plains                     |                 | Seriado                 |
| 1924 | Days of’49                               | John Sutter     | Seriado                 |
| 1925 | Idaho                                    | Yarrow          | Seriado                 |
| 1925 | The Mystery Box                          | Dan Collins     | Seriado                 |
| 1928 | The Man Who Laughs                       |                 | Não-creditado           |
| 1931 | Battling with Buffalo Bill               |                 | Seriado. Não-creditado. |
| 1932 | Heroes of the West                       |                 | Seriado. Não-creditado  |
| 1933 | Dude Bandit                              |                 |                         |
| 1933 | Treason                                  |                 |                         |
| 1934 | The Red Rider                            |                 | Não-creditado.          |
| 1934 | The Law of the Wild                      |                 | Não-creditado           |
| 1935 | Westward Ho                              | Vigilante       | Não-creditado           |
| 1935 | Lawless Range                            | Rancheiro       | Não-creditado           |
| 1935 | Rustlers of Red Dog                      |                 | Não-creditado.          |
| 1935 | The Miracle Rider                        |                 | Não-creditado.          |
| 1936 | Mr. Deeds Goes to Town                   |                 | Não-creditado           |
| 1937 | Range Defenders                          |                 |                         |
| 1938 | Flaming Frontiers                        |                 | Não-creditado           |
| 1938 | The Great Adventures of Wild Bill Hickok |                 | Não-creditado           |
| 1938 | You Can't Take It with You               |                 | Não-creditado           |
| 1938 | Overland Stage Raiders                   | Rancher         | Não-creditado           |
| 1939 | Heritage of the Desert                   |                 | Não-creditado           |